# Filip Stiller
Filip Arnold Tomas Stiller, född 1 juni 1982 i Göteborg, är en svensk journalist och före detta konståkare som har tävlat i herrarnas singel. Han har vunnit tre guldmedaljer i SM i konståkning och drog sig tillbaka från tävlandet 2006. Bästa internationella resultat för Stiller är en fjärdeplats vid Golden Spin, Zagreb 2004. Han representerade Sverige i VM 2000, EM 1999, och Junior-VM 1999 och 2001.  
Stiller arbetar i dag som nyhetsjournalist på TV4. Han är också konståkningsexpert och kommenterar kanalens mästerskapssändningar. Innan han knöts till TV4 var han kommentator i gymnastik för Viasat under sommar-OS i Rio tillsammans med Veronica Wagner, och i konståkning under vinter-OS i Sotji.   
Han har tidigare varit nyhetsuppläsare i Ekot i Sveriges Radio, och på SVT:s lokala nyheter i Stockholm och Göteborg.   
Hösten 2008 deltog Stiller i Stjärnor på is i TV4, där han tävlade tillsammans med friidrottsstjärnan Malin Ewerlöf Krepp. Paret tog sig till program fem av tio.